# Alisma
- Commons
- Wikispecies

Alisma L. é um gênero botânico da família Alismataceae. Inclui espécies conhecidas popularmente como alisma, colhereira, colhereiro, orelha-de-mula e tanchagem, entre outros nomes.

## Espécies
| - Alisma acanthocarpa - Alisma alpestre - Alisma ancile - Alisma andrieuxii - Alisma angustifolium - Alisma annuum - Alisma apetalum - Alisma aphylla - Alisma arcuatum - Alisma batrachiocarpum - Alisma berterii - Alisma berteroanum - Alisma berteroi - Alisma bjorkqvistii - Alisma boliviana - Alisma bolivianum | - Alisma bourgaei - Alisma brevipes - Alisma californicum - Alisma canaliculatum - Alisma cordifolium - Alisma flavum - Alisma gramineum - Alisma grandiflorum - Alisma lanceolatum - Alisma natans - Alisma orientale - Alisma parnassifolium - Alisma plantago-aquatica - Alisma rostratum - Alisma subcordatum - Alisma tenellum |

- Lista completa

## Classificação do gênero
| Sistema | Classificação                     | Referência               |
| ------- | --------------------------------- | ------------------------ |
| Linné   | Classe Hexandria, ordem Polygynia | Species plantarum (1753) |